# 莫伊瑟巴赫
莫伊瑟巴赫（德語：Meusebach）是德国图林根州的一个市镇。总面积6.20平方公里，总人口98人，其中男性49人，女性49人（2011年12月31日），人口密度16人/平方公里。